# Carpino
Carpino es una localidad y comune italiana de la provincia de Foggia, en la región de Apulia. En 2009 tenía 4 403 habitantes. Según el Istituto Nazionale di Statistica, en noviembre de 2023, esta cifra había descendido hasta los 3 772 habitantes.
El nombre del pueblo se ha relacionado con el renacimiento de la música folclórica tradicional del 
Gargano, cuyo valor artístico hace que sea objeto de estudio y que se promueva su conservación. El grupo Cantori di Carpino, al reinterpretar las antiguas tarantelas, ha permitido el desarrollo de un proyecto ampliamente articulado sobre la música popular tradicional del sur de Italia.
La plaza principal de la ciudad, ahora llamada Piazza del Popolo (Plaza del Pueblo), alberga el festival sobre música folclórica y sus influencias. El Carpino Folk Festival es un evento que incluye varios elementos culturales, reunidos bajo un solo símbolo, protagonizado por las artes escénicas, y en especial la música, la danza, y el teatro de raíces populares, pero también talleres, conferencias, mesas redondas, presentaciones de literatura y cine, con un completo programa de presentaciones en vivo, que muestra la riqueza y diversidad musical de una zona que cuenta con muchos recursos naturales, además de su importancia paisajística e histórica.
Situada en una colina con muchos olivos bien cuidados, Carpino ha sido apodada Città dell’olio (Ciudad del aceite), debido a su actividad de producción de aceite de oliva. Destacan el sitio arqueológico de las Grotte di Minutille (las cuevas de Minutille), la Iglesia de Santa Croce, la iglesia de San Giorgio y la iglesia de San Cirillo.
El municipio también es conocido por el palio di San Rocco, una carrera de caballos tradicional, que tiene orígenes en la segunda mitad del siglo XIX y que guarda relación con otras competiciones ecuestres italianas, como el Palio de Siena. Se celebra, como su propio nombre indica, con motivo de las fiestas patronales en honor a San Roque, es decir, en torno al 16 de agosto.

## Historia
La ciudad se menciona por primera vez en los registros históricos en 1158, en una bula del papa Adriano IV, con la que la abadía de Monte Sacro obtuvo privilegios en la iglesia de San Pedro y Santa María, cerca del "Castellum Capralis", un lugar identificable como el municipio, un hecho confirmado posteriormente a partir de documentos históricos.

## Evolución demográfica
| Gráfica de evolución demográfica de Carpino entre 1861 y 2001 |
|                                                               |
| Fuente ISTAT - elaboración gráfica de Wikipedia               |